# 六ヶ所村立第一中学校
六ヶ所村立第一中学校（ろっかしょそんりつ だいいちちゅうがっこう）は、青森県上北郡六ヶ所村大字尾鮫にある公立中学校。

## 沿革
- 1963年（昭和38年）9月30日 - 鷹架中学校と尾鮫中学校が統合し、六ヶ所村立第一中学校が開校する。
- 1964年（昭和39年）
  - 1月27日 - PTAが結成される。
  - 12月16日 - 二又中学校と出戸中学校を統合。
- 1970年（昭和45年）4月1日 - 弥栄平中学校を統合。
- 1983年（昭和58年）4月8日 - 給食センター完成により、村内小中学校の完全給食開始。
- 1986年（昭和61年）
  - 1月26日 - 新校舎が完成する。
  - 7月 - 校舎移転新築落成式典挙行[1]。
- 1992年（平成4年）10月1日 - 創立30周年記念式典挙行。
- 2006年（平成18年）4月1日 - 室ノ久保中学校を統合。
- 2012年（平成24年）10月21日 - 創立50周年記念式典を挙行する。
- 2015年（平成27年）11月9日 - 生徒1人に1台のタブレット導入。

## 生徒数
2022年（令和4年）5月1日現在
| 学年 | 1年 | 2年 | 3年 | 特別支援   | 合計 |
| ---- | --- | --- | --- | ---------- | ---- |
| 学級 | 1   | 1   | 1   | 2          | 5    |
| 生徒 | 29  | 26  | 36  | （2） 内数 | 91   |

## 通学区域
- 尾駮・野附・老部・浜・尾駮レイクタウン・出戸・石川・二又・富ノ沢・第三二又・第四雲雀平・戸鎖・室ノ久保・千樽[3]

## 周辺
- 六ヶ所村立尾駮小学校 - 村道をはさんで、敷地が隣接。また、進学前小学校でもある。
- 国際教育研修センター
- 六ヶ所村医療センター
- 屋内温水プールろっぷ

## アクセス
- 下北交通「六ヶ所役場前」・「尾駮浜」の両バス停下車後、徒歩約1km・約15分。